# PERSON of INTEREST 犯罪予知ユニット (シーズン1)
アメリカのテレビドラマシリーズ『PERSON of INTEREST 犯罪予知ユニット』（原題: Person of Interest）のシーズン1は、アメリカで2011年9月から放映された。当シーズンはケルター・フィルムズ、バッド・ロボット・プロダクションズ、ワーナー・ブラザーズ・テレビジョンにより製作された。ジョナサン・ノーラン、グレッグ・プレイグマン、J.J.エイブラムズ、ブライアン・バークが製作総指揮として参加している。
2011年5月にシリーズ化が決定し、ジム・カヴィーゼル、タラジ・P・ヘンソン、ケヴィン・チャップマン、マイケル・エマーソンが出演している。このシリーズは、謎の引きこもり億万長者コンピュータープログラマーのハロルド・フィンチ（マイケル・エマーソン）を中心に展開する。
シーズン1は13話と製作予定の9話をもって2011年10月から放送開始された。2012年3月にはもう1話が追加製作されることとなり、全23話となった。 シリーズ・プレミアは1,333万人の視聴者を獲得し、18-49歳の視聴者層で3.1/8の視聴率シェアを獲得し、同時間帯での勝利を収めた。シーズン終了時の平均視聴者数は1,434万人で、この期間に視聴されたシリーズの13位にランクインした。シーズン当初は批評家から概ね好意的な評価を受け、その可能性が評価される一方で、人物描写やキャラクターの成長不足を批判する声もあった。シーズンが進むにつれて評価は高まり、批評家たちからは大規模監視社会とその影響を掘り下げていることが評価され、特にシーズンフィナーレは絶賛を浴びた。2012年3月、CBSは同シリーズのシーズン2を製作することを決定した。

## 主な登場人物
ジョン・リース
元CIA捜査官で元陸軍特殊部隊所属。アルコール中毒になって放浪しているところをフィンチに拾われ、フィンチの活動を手伝うようになる。各エピソードに挿入される回想シーンで過去が徐々に明らかになっていく。かつてはジェシカという恋人がいたが、従軍している間にジェシカは別の男と婚約してしまい、その後に事故死してしまう。CIA時代はマーク・スノーの元で殺し屋として活動していた。現在はCIAからだけでなく、FBIやニューヨーク市警からも追われており、正体不明のため「背の高いスーツの男」と呼ばれている。
ハロルド・フィンチ
天才プログラマー。同僚のネイサン・イングラムとともにマシンを開発した。マシンを政府に売却した後、イングラムが死亡し、彼も事故死したことにして、婚約者にも生きていることを知らせずに姿をくらました。その後も常にマシンの出力を知ることができ、政府が対処しない巷の計画殺人を未然に防ぐことをライフワークにし、それをリースに手伝わせる。
ライオネル・ファスコ
ニューヨーク市警の刑事。悪徳刑事だったがリースにしっぽを掴まれてからは嫌々手伝うようになる。途中からはカーターの同僚となる。
ジョス・カーター
ニューヨーク市警殺人課の刑事。謎の殺人犯リースの行方を追うが、リースとフィンチの活動を知ってからは手伝うようになる。途中からファスコが同僚となるが、彼もそれを手伝わされていることは知らない。高校生の息子を持つ。
マーク・スノー
CIA捜査官でリースの元上司。リースやスタントンを使って秘密工作を行っていた。2010年のある作戦で口封じのためにリースとスタントンの殺害を目論むが二人共に逃げられ、その行方を追っている。
カーラ・スタントン
元CIA捜査官で、当時はリースとともに秘密工作を担っていた。2010年の事件以降姿をくらましていた。
カール・イライアス
新興マフィアのボス。ニューヨーク五大マフィアのドンの一人であるジャンニ・モレッティと愛人との間に生まれ、モレッティに母を殺されたので彼を仇に思っている。五大マフィアを潰して自分が頂点に立とうとする。
パトリック・シモンズ
ニューヨーク市警の警察官。悪徳警官グループ「HR」の一人で、ファスコを仲間と見なしている。
ゾーイ・モーガン
有名人のコネを利用して自分のクライアントのために様々なサービスを行うプロのフィクサー。命を狙われるがリースに助けられ、以降有名人や富裕層に関する調査でリースを手伝う。

## キャスト
（カッコ内は役名）

### メイン
- ジム・カヴィーゼル （ジョン・リース）
- タラジ・P・ヘンソン （ジョス・カーター）
- ケヴィン・チャップマン （ライオネル・ファスコ）
- マイケル・エマーソン （ハロルド・フィンチ）

### リカーリング
- エンリコ・コラントーニ（チャーリー・バートン、カール・イライアス）
- ブレット・カレン（ネイサン・イングラム）
- ペイジ・ターコ（英語版）（ゾーイ・モーガン）
- マイケル・スタール＝デヴィッド（英語版）（ウィル・イングラム）
- マイケル・ケリー（マーク・スノー）
- スーザン・マイズナー（ジェシカ・アーント）
- アニー・パリッセ（カーラ・スタントン）
- マーク・マーゴリス（ジャンニ・モレッティ）
- ロバート・ジョン・バーク（パトリック・シモンズ）
- マイケル・マルヘレン（リンチ警部）
- ブレナン・ブラウン（ニコラス・ドネリー捜査官）
- エリザベス・マーヴェル（アリシア・コーウィン）

## エピソード
| 通算 | 話数 | タイトル         | 原題               | 監督                       | 米国放送日     | 視聴者数 (万人) |
| ---- | ---- | ---------------- | ------------------ | -------------------------- | -------------- | --------------- |
| 1    | 1    | 序章             | Pilot              | David Semel                | 2011年9月22日  | 1,333           |
| 2    | 2    | ゴースト         | Ghosts             | Richard J. Lewis           | 2011年9月29日  | 1,251           |
| 3    | 3    | 償い             | Mission Creep      | Steven DePaul              | 2011年10月6日  | 1,157           |
| 4    | 4    | 復讐             | Cura Te Ipsum      | Charles Beeson             | 2011年10月13日 | 1,204           |
| 5    | 5    | 判決             | Judgment           | Colin Bucksey              | 2011年10月20日 | 1,242           |
| 6    | 6    | フィクサー       | The Fix            | Dennis Smith               | 2011年10月27日 | 1,162           |
| 7    | 7    | 目撃者           | Witness            | フレデリック・E・O・トーイ | 2011年11月3日  | 1,176           |
| 8    | 8    | 敵               | Foe                | Milan Cheylov              | 2011年11月17日 | 1,165           |
| 9    | 9    | カーター刑事     | Get Carter         | アレックス・ザクシェフスキ | 2011年12月8日  | 1,266           |
| 10   | 10   | 汚れた金         | Number Crunch      | Jeffrey Hunt               | 2013年12月15日 | 1,293           |
| 11   | 11   | 管理人           | Super              | スティーヴン・ウィリアムズ | 2012年1月12日  | 1,486           |
| 12   | 12   | 弁護士           | Legacy             | ブラッド・アンダーソン     | 2012年1月19日  | 1,440           |
| 13   | 13   | 罠               | Root Cause         | Richard J. Lewis           | 2012年2月2日   | 1,510           |
| 14   | 14   | 弟               | Wolf and Cub       | Chris Fisher               | 2012年2月9日   | 1,514           |
| 15   | 15   | 警察の掟         | Blue Code          | David Von Ancken           | 2012年2月16日  | 1,316           |
| 16   | 16   | リスク           | Risk               | Jeff T. Thomas             | 2012年2月23日  | 1,456           |
| 17   | 17   | レイラ           | Baby Blue          | Larry Teng                 | 2012年3月8日   | 1,567           |
| 18   | 18   | アイデンティティ | Identity Crisis    | Charles Beeson             | 2012年3月29日  | 1,459           |
| 19   | 19   | 父と子           | Flesh and Blood    | Stephen Semel              | 2012年4月5日   | 1,369           |
| 20   | 20   | 欲望の連鎖       | Matsya Nyaya       | Kevin Bray                 | 2012年4月26日  | 1,273           |
| 21   | 21   | 運命の日         | Many Happy Returns | フレデリック・E・O・トーイ | 2012年5月3日   | 1,327           |
| 22   | 22   | 真実を追う者     | No Good Deed       | スティーヴン・ウィリアムズ | 2012年5月10日  | 1,296           |
| 23   | 23   | 予感             | Firewall           | Richard J. Lewis           | 2012年5月17日  | 1,347           |

第1話 序章
元CIA捜査官で元陸軍特殊部隊所属、現在はホームレスのアル中であるジョン・リースは、ニューヨークの地下鉄で喧嘩をし逮捕される。殺人課の刑事ジョス・カーターが、彼と一連の殺人事件とを結びつけるDNAの証拠について尋問する前に保釈される。リースは謎の億万長者ハロルド・フィンチのもとに連れてこられ、9月11日の同時多発テロの後、膨大な監視データの中から行動パターンを分析し、犯罪を予測するアルゴリズムを設計したと説明される。このプログラムは "マシン "と呼ばれ、差し迫った殺人事件に巻き込まれると予測した人物の社会保障番号を出力する。フィンチは、恋人のジェシカを亡くしたリースの罪悪感に訴え、犯罪を阻止するためにリースに協力させる。リースは、最初のターゲットである地方検事補ダイアン・ハンセン（ナタリー・ジー）が殺人の被害者になるのではないかと捜査するが、彼女が汚職警官の組織を監督し、仲間の検事の殺害を計画していることを突き止める。そして、その汚職警官の一人であるライオネル・ファスコを脅迫し、ニューヨーク市警の内部情報源として利用する。そして、ハンセンの汚職を公開の場で暴露し、汚職刑事スティルスを殺害し、ファスコに今後の協力を約束させる。リースは、今後もフィンチの犯罪阻止に協力することを承諾する。
第2話 ゴースト
マシンは、2年前に一家無理心中で死んだはずのテレサ・ウィテカー（ヴァレンティーナ・デ・アンジェリス）の番号を出力する。調べてみると、この事件は無理心中に偽装した殺人であることがわかる。フィンチは彼女の叔母に会う。リースはテレサの友人のところに行ってテレサを発見し、一度は逃げられるが二度目は殺し屋から救い出し、ホテルに匿う。テレサの叔父が不動産会社に出入りしていることが分かり、リースは彼を捕らえて問い詰める。彼の兄（テレサの父）は、石油の出る土地を手に入れるために不動産会社と組んだが、欲をかいた不動産会社が殺し屋を雇って彼の一家を殺害したのだった。テレサは相続人として土地の権利を持つため、生きていると分かれば命を狙われる立場だった。ホテルにいるテレサに殺し屋の手が伸びるが、フィンチとリースは無事救い出し、カーターに引き渡す。
第3話 償い
マシンは、元兵士ジョーイ・ダーバン（ジェームズ・カルピネロ）の社会保障番号を出力する。アフガニスタンから帰還したジョーイは、元兵士たちのギャングに加わり、銀行強盗をしている。リースは元軍人であると言って彼らの一味に仲間入りする。カーターは銀行強盗の現場にリースの指紋が残っていたことから強盗一味の身元を捜査する。リースはジョーイと仲良くなり、彼が戦地で彼の身代わりとなって死んだ友人の娘に金を送っていることを知る。一味はリースと共にニューヨーク市警の証拠保管所に強盗に入るが、それを知ったフィンチはわざと現場に居合わせて犯行を観察する。彼らは「イライアス」と書かれた証拠品を盗み出すが、リーダーのラティマー（ルーベン・サンチャゴ＝ハドソン）が裏切って仲間を殺し、リースとジョーイは辛くも脱出する。ラティマーは盗んだ品を依頼主に渡したところで依頼主に殺されてしまう。リースはジョーイとその恋人を遠くに逃してやる。
第4話 復讐
リースはフィンチとともに連続強姦魔アンドリュー・ベントン（アダム・ローテンバーグ）が狙っていると思われるミーガン・ティルマン医師（リンダ・カーデリーニ）の監視を開始するが、実は逆にティルマンが自分の妹をレイプしたベントンを殺そうと企んでいることがわかる。ティルマンはベントンを誘拐するが、リースに説得されて殺害を思いとどまる。リースは、医師であるティルマンに殺人を犯させるわけにはいかないと言う。そして彼は自らベントンを処理しようとする。カーターは、前回のミッションでフィンチとリースが強盗に入った時の監視カメラの映像を発見する。リースは、カーターの捜査が自分たちに及ぶのを妨害するため、警部を脅迫してファスコをカーターの管区に異動させる。
第5話 判決
ポーランドのストリートギャングSP-9が、犯罪に厳しいことで知られる判事サミュエル・ゲイツ（デヴィッド・コスタビル）の息子を誘拐する。ギャングのリーダーは、息子を無事に返す代わりに、裁判中のマネーロンダリングの鍵を握る銀行家を無罪にするようゲイツに要求する。リースは、犯行現場の証拠品を処理するためにファスコを利用する一方で、誘拐犯を引き留めるためにゲイツに自分の正体を明かす。そして、SP-9の要求が通ったと誤解させ、ゲイツの息子を救出し、カーター刑事とニューヨーク市警に引き渡す。
第6話 フィクサー
今回のターゲットは、有名人のコネを利用して自分のクライアントのために様々なサービスを行うプロのフィクサー、ゾーイ・モーガン（ペイジ・ターコ）であり、彼女の運転手の代役を装って近づく。ゾーイは、製薬会社幹部のスキャンダルの証拠となる録音を回収するために雇われるが、録音を手に入れると命を狙われる。フィンチはゾーイの事件が、リースに出会う前に救うことができなかったPOI、ダナ・ミラーの事件と関係していることに気づく。ゾーイとリースは拘束されて殺されそうになるが、危ういところで逆転して勝利を収める。一方、カーターは、ならず者が殺害された事件現場に呼ばれ、彼がマーリーン・イライアス殺害事件の容疑者であったことを知る。マーリーン殺害事件当時のことを知る元刑事バーニー・サリバンによると、彼女は当時マフィアのモレッティの愛人であり、痴情のもつれからモレッティに雇われたこのならず者に殺されたと見られていた。そしてモレッティとマーリーンの間には息子がいたと聞き、カーターは息子の行方を探そうとするが、その間にサリバン刑事は何者かに殺害されてしまう。
第7話 目撃者
カーターとファスコはドラッグストアでの殺人事件に呼ばれる。被害者はイタリア系のマフィアのメンバーで、そのボスの名はイライアスで、誰もその顔を知らないのだと聞く。被害者が死ぬ寸前に何者かが店に立ち寄っていたのが防犯カメラに映っていた。偶然にもその男チャーリー・バートン（エンリコ・コラントーニ）はマシンが出力したターゲットであり、リースは彼がロシア系マフィアから襲われるところを救い出す。そして安全なところでバートンをファスコに引き渡そうとするが、実はバートンがイライアスであるということが分かり、彼に逃げられてしまう。リースは犯罪者を救ってしまったことを後悔するが、フィンチは「マシンはターゲットが犯罪者かどうかを区別しない」と言って次の案件に進むよう彼を促す。
第8話 敵
リースとフィンチは、今回のターゲットである元シュタージのウルリッヒ・コール（アラン・デイル）の行方を探す。24年間服役した後に脱走したコールは、元シュタージの同僚たちが自分を裏切って妻アーニャを殺害して自分を米国とドイツに売り渡したと信じ、リースが追いつく前に彼らを次々と殺害していく。しかし3人目の元同僚を殺す直前に、アーニャが生きており、殺人者のコールを恐れて姿を隠していたことを知る。今回はリースが先回りしてアーニャを逃がすが、コールはリースを捕らえて拷問するうちにアーニャに娘がいることに気づき、彼女を人質にアーニャを呼び出し対面する。アーニャとやり直せないことを確認したコールは、アーニャに愛を告げてリースに撃たれ死亡する。
第9話 カーター刑事
カーターが夫から暴力を受けている女性に声をかけて気遣うのを見たファスコは、自分たちは殺人課なのになぜと彼女に問うが、カーターは殺人を未然に防ぐのも務めだと答える。カーターは収監されているイライアスの父親モレッティ（マーク・マーゴリス）に面会してイライアスが殺しの手を回す危険性を警告するが、逆にモレッティから彼女の方こそ命の心配をしろと警告される。ストリートではかつて銃撃事件の目撃証言をした少年が殺害されているのが発見され、カーターは少年の目撃証言で有罪になりそうになったヘクター（ジェイソン・マヌエル・オラザバル）の仕業を疑う。一方、マシンは新たなターゲットとしてカーターを指摘し、刑事という職業上あまりに容疑者が多すぎ、フィンチとリースは途方に暮れる。リースは日頃カーターに追われる身であるが、カーターが善い刑事であると認めているため懸命に危険を防ごうとする。リースからカーターの身が危ないと警告されたファスコは警察内で探りを入れ、イライアスが警察の一部も抱き込んでカーターを抹殺しようとしていることを知る。カーターが家庭内暴力の現場に行くときもヘクターの悪事を暴きに行くときもイライアスの罠ではないかとリースは動くが、いずれもそうではなく、カーターの情報屋が彼女に引き金を引く。幸い彼女は助かり、リースは警察内でカーター殺害を黙認していた警部を脅して彼女の身の安全を保証させる。
第10話 汚れた金
マシンは一度に4人のターゲットを指定する。そのうちの1人はまもなく殺害されてしまい、残り3人をリース・フィンチ・ファスコで分担して監視することにするが、フィンチが監視した男は爆殺されてしまう。リースが監視した美容師ウェンディ・マクナリー（ブリジット・リーガン）と、ファスコが監視したポーラ・バスケス（メラニー・ディアス）は姿を消す。彼ら4人は数日前の交通事故の目撃者であることが分かる。それは政治家の息子がコカイン中毒で運転して起こしたものであり、彼がコカイン取引で得た大金を4名は持ち逃げし、口封じを狙って政治家が雇った殺し屋に追われているのだった。リースはウェンディとポーラが殺されるのを防ぎ、殺し屋たちを倒す。一方、カーターはCIAのマーク・スノー（マイケル・ケリー）からリースの居場所を突き止めるよう依頼される。スノーは、リースが数年前にCIAのパートナー、カーラ・スタントン（アニー・パリッセ）の死に責任があり、その後、カーターの調査によって再び捜査当局の監視下に置かれるまで姿を消していたと説明する。カーターはリースの居場所をスノーに教え、それによってリースはスノーに撃たれてしまうが、思い直したカーターの助けを得て脱出する。
第11話 管理人
九死に一生を得たリースはフィンチの手配したアパートで車椅子生活となるが、そのアパートの管理人トラスク（デイヴィッド・ザヤス）がマシンの指名するターゲットである。リースとフィンチは彼の行動を監視し、彼が入居者のリリー・ソーントン（ケリ・バレット）をストーキングしているらしいことを突き止めて彼を追い詰めるが、実はリリーの恋人と思われていた男こそがストーカーであり、トラスクはその男からリリーを守ろうとしていたことが判明する。その間にリリーは男に囚われそうになるが、リースとフィンチが駆けつけて救い出す。
前話の最後でCIAに襲われたリースを助けたカーターは、彼を迎えに来たフィンチを目撃し、第3話で証拠保管所が襲われた際にその場に居合わせた男であることに気づき、CIAの監視を逃れてフィンチの行方を追う。それを察知したフィンチは逆にカーターに接近し、マシンが指名したターゲットの一人を教える。その男が殺人を犯す寸前でカーターが彼を逮捕すると、フィンチは「それこそが我々のやっていることだ」と彼女に告げる。
第12話 弁護士
カーターはフィンチとリースがどこから犯罪リスクの情報を得ているのかを知りたいため再び連絡をし、リースから新たなターゲットの名前を教わる。そのターゲット、アンドレア・グティエレス（エイプリル・エルナンデス・カスティーリョ）は、囚人や再犯者が不当逮捕で州を訴える訴訟を専門に扱う貧乏弁護士である。彼女が暴漢に襲われそうになるところを救ったリースは、暴漢の身元から保護観察官ドミニク・ガルースカ（ヴィト・ダンブロジオ）が怪しいと睨み、そこから辿って彼とグルになっていたと思われる保護観察官を突き止め、最後はカーターが逮捕する。彼らは子供のいる男が収監されると、その子供を里子に出す際に人数を水増しして稼いでおり、その邪魔になりそうなグティエレスを排除しようとしていたのだった。
フィンチはマシンを開発した当時のビジネスパートナー、故ネイサン・イングラム（ブレット・カレン）の息子ウィル（マイケル・スタール＝デヴィッド）に会うが、ウィルはネイサンの遺品の資料から彼が行っていた事業に興味を持つ。
第13話 罠
今回マシンが出力したターゲットのスコット・パウエル（マイク・ワトフォード）は、市役所を解雇されて8ヶ月失業していることを家族に隠している。フィンチとリースが監視していると、ある日彼は政治家の資金集めパーティー会場に行く。彼のパソコンからその政治家への殺害予告メールを送信した形跡が見つかり、リースは彼が暗殺するのを阻止しようとするが、それはパウエルを暗殺犯に仕立てる罠であり、政治家は別の真犯人に狙撃され、パウエルはFBIに逮捕されてしまう。フィンチはパウエルのパソコンに侵入したハッカーをネット上で追跡するが、逆に罠にはめられて全システムを乗っ取られそうになる。フィンチはゾーイ・モーガン（第6話参照）に助けを求め、彼女は殺された政治家が経営しているゼネコンの共同経営者マシソンが彼を殺す動機を持っているという情報を提供する。フィンチはマシソンがハッカーにパウエルの口封じを頼んでいる通話を録音して警察に送りつけるが、マシソンはハッカーに自殺を装って殺される。パウエルは晴れて釈放されるが、フィンチのもとには未だ正体不明のハッカーからメッセージが届く。
第14話 弟
マシンは少年ダレン・マグレディ（アストロ）の番号を出力する。彼の兄が地元の3人組の若者に殺されており、彼はその復讐を試みるがリースが妨げる。リースは殺さずに復讐することを手伝い、彼らの犯行の証拠をつかんで逮捕させる。
ウィルは亡き父が「マシン」に言及したメモを見つけ、当時の関係者と思われる元政府職員アリシア・コーウィンに会って問いただすが、うまくはぐらかされ、納得して外国に旅立つ。
第15話 警察の掟
リースとフィンチは、最新のターゲットであるマイケル・ケイヒル（マイケル・アロノフ）が、バーガス（ホセ・ズニーガ）という男の率いる密輸組織で活動していることを知り、リースがそこに潜入する。ケイヒルは実は本名ダニエル・タリーという潜入捜査官であり、LOSと呼ばれる元締めを捕らえようとしていた。バーガスらは市警内部の「HR」と呼ばれる悪徳警官グループと繋がっていたが、ケイヒルとリースは協力してLOSを捕らえる。ケイヒルが警官であることがバレるのを防ごうとしたファスコは、HRの一人に捕らえられ危うく殺されそうになり、リースに間一髪で救出される。リースはファスコにHRに潜入することを命じる。
第16話 リスク
リースは、フィンチの資産管理者としてウォール街の投資会社に潜入し、ターゲットであるトレーダー、アダム・サンダース（マット・ローリア）を監視する。サンダースは養父の叔父にトライタックという資源会社に投資をするよう助言していたが、それ以来、不審な動きに気づき、命を狙われるようになる。リースは、サンダースの同僚と彼を監視するSECの職員がインサイダー取引を行っていることを知る。リースはサンダースを暗殺から救い、フィンチは多額の資金を使ってトライタック株を買い支える。その間にサンダースの同僚とSEC職員が逮捕され、事件は解決するが、直後にSEC職員は暗殺され、一連の黒幕がカール・イライアスだったことが判明する。
第17話 レイラ
カーターは、釈放された犯罪王モレッティ（第9話参照）を、イライアスに対する証言の前に証人保護下に置く。リースとフィンチは、マシンが最新のターゲットとして生後6ヶ月の乳児を指名したことに驚く。リースらはそのレイラを一時保護するが、誘拐されてしまう。レイラは建設王の隠し子で、その妻が一家の評判を守るために暗殺しようとしていたのだった。暗殺は防いだが、人身売買されることを防ぐことが難しいことが分かり、絶望したリースはイライアスに助けを求める。イライアスはリースがレイラを取り戻すのを助けるが、二人を冷蔵トラックに閉じ込めてリースからモレッティの居場所を聞き出し、モレッティを誘拐する。
第18話 アイデンティティ
今回のターゲットはジョーダン・ヘスターという氏名以外にネットで得られる情報が少なく、調べてみるとなぜか二人該当することが分かった。一人はバーで働く男性（リス・コイロ）であり、もう一人は骨董店で働く女性（サラ・ウィンター）であった。少なくとも片方はジョーダン・ヘスターを騙る偽物のはずである。そしてジョーダン・ヘスター名義で借りられたマンションの部屋が麻薬製造室であることも判明する。リースは男性の方を、フィンチは女性の方を監視し、女性の方が偽物で麻薬密売人であることが判明するが、フィンチは彼女に麻薬を盛られて殺されそうになる。カーターはFBIのドネリー捜査官（ブレナン・ブラウン）に協力を要請され、リースが元CIAであることやFBIはリースが現在イライアスの元で殺しを請け負っていると疑われていることを知る。
第19話 父と子
マシンはニューヨークの5つの主要なイタリア系マフィアのドンを指名する。リースとフィンチはイライアスが競争相手の排除を計画していることを察し、カーターとファスコに殺人阻止を依頼する。ドンのうち2人が暗殺されるが、カーターとファスコは残った3人を匿う。誘拐したモレッティ（→第17話）を手元に置くイライアスはHRにも手伝わせてドンの行方を探す。彼はカーターの息子を誘拐し、ドンたちを引き渡すよう迫る。フィンチはHRの警官シモンズを通じてHRを説得し、イライアスへの協力をやめさせ、人質の居場所を訊き出す。リースはカーターの息子とモレッティを救出に成功する。カーターとファスコは警察の援軍を得てイライアスを逮捕するが、その直前に彼が仕掛けた爆弾でモレッティと息子のドンが爆死する。
第20話 欲望の連鎖
今回のターゲットは現金輸送車の運転手トミー・クレイ（パブロ・シュレイバー）である。リースは輸送チームに潜入するが、クレイが運転手とリースを撃って輸送品のプラチナを強奪する。フィンチはクレイの浮気相手から彼の居場所を突き止め、リースが彼を見つけるが、クレイは愛人に殺されてしまい、その愛人はファスコを従えて現れたHRのリンチ警部に殺される。リンチはさらにリースをも殺して盗品を持ち逃げしようとするが、ファスコに射殺される。
2年前の回想シーンでは、盗まれたコンピュータを取り戻す任務をスノーに命じられたリースが、相棒のカーラ・スタントンと中国に派遣される。そして現場で瀕死の中国人エンジニアを見つけ、彼は「マシンが奪われた」と言い残す。ふたりは互いに任務終了時に相棒を殺すよう命じられていたことが分かり、リースは辛くも脱出する。スタントンはそこで死亡したかに見えたが、現在のシーンに戻るとスノーの前に彼女が現れる。
第21話 運命の日
フィンチはリースの誕生日に休暇を与え、マシンが指名したウェイトレスのカレン・ガーナー（ダグマーラ・ドミンスク）を自分で監視する。するとジェニングスという連邦保安官局職員（ジェレミー・デヴィッドソン）が現れ、彼女は指名手配犯であり行方を追っているというが、実は彼は彼女を虐待していた夫であり、彼女は彼から逃げていた。リースも加わって彼女の行方を追い、ジェニングスから誘拐された彼女を救い出して彼を僻地の刑務所に収容する。
一方、カーターのオフィスにFBIのドネリーが現れ、リースがかつて不動産業者ピーター・アーント（ジョノ・ロバーツ）の死に関わっていた疑いがあると告げ、カーターもその捜査に加わる。彼の妻ジェシカはピーターが殺される2ヶ月前に自動車事故で死亡していた。彼女はリースの元恋人であったが、アーントと口論になって彼に突き飛ばされて頭を打って死亡し、それをアーントが事故に偽装したのだった。カーターは彼女の死の真相と、リースが彼女の恋人だったこと、アーントは彼に殺されたのだろうことを知るが、それ以上調べるのをやめる。
第22話 真実を追う者
2009年、イングラムとフィンチはマシンを政府に引き渡そうとしていた。政府側の担当者はアリシア・コーウィン（エリザベス・マーヴェル）だった。彼女から政府がマシンを悪用する可能性を警告されたイングラムは、引き渡し直前のマシンにこっそりとバックドアを仕込む。
リースはフィンチを尾行し、彼がどうやってマシンからの情報を得ているのかを探ろうとするが、行き着いた家に住んでいた女性グレースはフィンチの元婚約者であった。彼女は2年前に彼が死亡したと思っており、フィンチはそれ以来彼女を遠くから見守っていた。
今回マシンが指名したのはヘンリー・ペック（ジェイコブ・ピッツ）という証券アナリストだったが、彼の職場はセキュリティが厳重なNSAの盗聴基地だった。彼は濡れ衣で警察に逮捕されてNSAを休職になり、殺し屋に狙われている。彼はNSAの報告書で見に覚えのない手柄が書かれているのに疑問を持って周囲に聞き回っていたことが組織から危険視されたのだが、彼の名が利用されたのは組織がマシンの存在を隠すためであった。彼はコーウィンに相談し、彼女は「シビランス」というキーワードを伝える。ペックは大規模な犯罪防止システムの存在を察知する。フィンチはペックの前に姿を表し、自分がマシンを作った張本人だと明かし、ペックに身を隠すように勧めるが、それをコーウィンに目撃される。
第23話 予感
今回のターゲットはセラピストのキャロライン・トゥーリング（エイミー・アッカー）である。ファスコはHRが彼女の暗殺指令を受けていることを知る。殺人依頼の黒幕を探るためにリースは彼女に近づくとともに、彼女の患者に富裕層が多いため、ゾーイ・モーガンに頼んで容疑者を絞らせる。リースはトゥーリングを連れてホテルに逃げ込むが、彼女を殺そうとするHRと彼を捕らえようとするFBIに追われる。フィンチの妨害で危機一髪助かった二人は、カーターとファスコの助けも得て脱出する。その際にカーターとファスコはお互いが共にリース＆フィンチのために活動していたことを知る。ファスコはHR関係者を摘発すべく、メンバーの情報を匿名でFBIに通報する。
フィンチはアリシア・コーウィンから尾行され、リースたちの脱出を待つ間に彼女に捕まってしまう。彼女はフィンチを銃で脅し、マシンを破壊するように命じるが、そこに現れたトゥーリングがコーウィンを射殺する。トゥーリングはわざとHRが自分を殺すように手を回してハロルドをおびき寄せたのだった。ハロルドは自らを「ルート」と名乗る彼女に誘拐され、残されたリースが街頭の監視カメラに向かって彼を助けてくれと呟くと、近くにあった公衆電話が鳴り出す。

## 製作

### 企画
2010年9月、NBCがABCとの入札競争に勝って『Odd Jobs』というシリーズのパイロット版を発注したことからプロジェクトはスタートした。このプロジェクトは、ジョシュ・アペルバウムとアンドレ・ネメックが脚本を、J・J・エイブラムスとブライアン・バークが彼らの制作会社バッド・ロボット・プロダクションズを通じて製作総指揮を務めることとなった。以前『LOST』でエイブラムスとバークと仕事をしたことのあるマイケル・エマーソンとテリー・オクインが出演する予定となった。この頃、ジョナサン・ノーランもCBSでバッド・ロボット・プロダクションズが製作する非公開のシリーズに取り組んでいた。2011年1月、NBCは『Odd Jobs』を翌シーズンに延期すると発表した。
2011年2月、CBSは『パーソン・オブ・インタレスト』というタイトルとなったノーランのシリーズのパイロット版を発注した。数日後、デヴィッド・セメルがこのパイロット版を監督することが発表された。2011年4月にはグレッグ・プレイグマンが製作総指揮として参加し、ショーランナーも兼任することになった。2011年5月までに、Deadline.comはパイロット版がCBSの他のドラマシリーズと比べて「勢いを増している」と報じた。2011年5月13日、CBSはパイロット版を正式にシリーズ化し、13エピソードのシーズンを発注した。

### キャスティング
マイケル・エマーソンは2011年2月、「特殊工作員を雇った謎の億万長者」役としてシリーズ参加が最初に決まった。エマーソンは『Odd Jobs』を降板し、『ワンス・アポン・ア・タイム』の役もオファーされていた。エマーソンは『LOST』のベン・ライナス役の印象が固定してしまうのを避けるためにこの役を引き受けたと言う。2011年3月には、ジム・カヴィーゼルとタラジ・P・ヘンソンがレギュラーとして加わり、カヴィーゼルは主人公のジョン・リースを演じ、ヘンソンは殺人課の刑事ジョス・カーターを演じることが決まった。カヴィーゼルは、彼のキャラクターが「目的を探している。私が衝撃を受けたのと同様に他の人もこの物語のテクノロジーの背後にあるものを感じ取るだろう」としてこの役を引き受けた。2011年4月までに、ケヴィン・チャップマンもシリーズに参加した。

## 公開
2011年5月18日、CBSは2011-12年秋のスケジュールで、2001年から同枠を担当していた『CSI: 科学捜査班』に代わり、同シリーズが木曜夜9時の枠に放送されると発表した。この決定は多くの業界アナリストから疑問視された。CBSのスケジューリング担当副社長であるケリー・カールは「そうするためには大物が必要であり、実際これはそうなのだ。我々は8時と10時に安定した番組を持っており、その間にこれがさらに上を狙う。」と述べた。シーズン1の放送は2012年5月17日に最終日を迎えた。
日本ではAXNにて、2012年7月22日にプレミア放送。2012年8月19日よりレギュラー放送開始。地上波では日本テレビにて2013年5月17日深夜より11月30日深夜まで放送された。